# 今宵はフォーエバー
「今宵はフォーエバー」（This Night）は、ビリー・ジョエルの1983年に発売されたスタジオ・アルバム『イノセント・マン』に収録され、同アルバムからの6枚目のシングルとしてリリースされた曲。コーラス部分のメロディは、ルートヴィヒ・ヴァン・ベートーヴェンの悲愴ソナタの第2楽章を使用している。ベートーベンは、アルバムのスリーブにも記載されている。
ビリーはインタビューで、この曲はスーパーモデルのエル・マクファーソンとの短い関係について書かれたものであり、実際にエル・マクファーソンとは2番目の妻であるクリスティ・ブリンクリーと知り合い、結婚する前に交際した事があるという。
この曲はイギリスと日本でのみシングルとしてリリースされ、 UK シングル チャートで 78 位を記録。日本のオリコンシングル チャートでも88位を記録した。
日本でもシングルカットされた為、2021年に日本独自で企画・発売された『ビリー・ジョエル・ジャパニーズ・シングル・コレクション -グレイテスト・ヒッツ-』にも収録されている。
アメリカでは、「今宵はフォーエバー」は「 夜空のモーメント 」のB面として収録された。